# Comuna Stovpînka, Olevsk
Stovpînka (în ucraineană Стовпинська сільська рада) este o comună în raionul Olevsk, regiunea Jîtomîr, Ucraina, formată din satele Derjanivka și Stovpînka (reședința).

## Demografie
Componența lingvistică a comunei Stovpînka
     Ucraineană (99,59%)
     Alte limbi (0,41%)
Conform recensământului din 2001, majoritatea populației comunei Stovpînka era vorbitoare de ucraineană (99,59%), existând în minoritate și vorbitori de alte limbi.